# ミュルミドーン人
ミュルミドーン人（ミュルミドーンじん、Myrmidon、 希：Μυρμιδών）は、ギリシア神話に登場する神話的民族である。複数形はミュルミドネス（Myrmidones, 希：Μυρμιδόνς）。ギリシア語の蟻（μύρμηξ, myrmex）に由来するとされる。アキレウスに率いられてトロイア戦争に参加した。
ゼウスはアイギーナを父のもとからさらい、当時オイノーネーと呼ばれていた島に連れて来て、アイアコスを生ませた。これ以降オイノーネー島はアイギーナ島と呼ばれるようになった。ゼウスはアイアコスがアイギーナ島に一人でいるのを哀れみ、蟻を人間に変えてあげた。彼らがミュルミドーン人である。
アイアコスの子にペーレウスとテラモーンが生まれた。彼らは成長した後、異母兄弟のポーコスを殺したため、ペーレウスはプティーアへ、テラモーンはサラミース島へ逃亡した。ペーレウスが逃げ出すときにミュルミドーン人をプティーアへ連れ出したため、ペーレウスの子アキレウスが、トロイア戦争にミュルミドーン人を率いていくことになったと思われる。

## 別説
ミュルミドーン人については別説もある。ミュルミドーン王の母エウリュメドゥーサが、蟻に姿を変えたゼウスに誘惑されたという説、女神アテーナーが鋤を発明したとき、ミュルメクスという名のニュンペーが、発明したのは自分だと高言して罰を受け、蟻の姿に変えられたというものである。ゼウスが戦いのために蟻から生み出したのがミュルミドーンという戦士部族だという説もある。